# Związek Zbliżenia Narodów Odrodzonych
Związek Zbliżenia Narodów Odrodzonych – organizacja działająca w latach 1921–1923, pionier ruchu prometejskiego.

## Historia
Związek powstał krótko po zakończeniu wojny polsko-bolszewickiej w styczniu 1921 w Warszawie. 16 stycznia jego deklaracja została wydana na łamach czasopisma „Przymierze”.
Inicjatorem powstania organizacji i pomysłodawcą jej nazwy był Włodzimierz Wakar. Zebraniu organizacyjnemu przewodniczył Ludwik Krzywicki. Związek ściśle współpracował z prowadzonym przez Wakara Instytutem Gospodarstwa Społecznego. 
Stawiał sobie za cel łączenie antysowieckiej emigracji nierosyjskich narodów dawnego Imperium Rosyjskiego, zarówno z państw, które świeżo obroniły swoją dopiero zdobytą niepodległość jak i pozostających pod władzą bolszewików. 
W ramach związku istniały sekcje poszczególnych narodowości. W jego działalności uczestniczyli Białorusini, Finowie, Polacy, Ukraińcy, Tatarzy krymscy, Kozacy krymscy i kubańscy, Gruzini, Azerowie oraz przedstawiciele ludów północnego Kaukazu. Związek dążył do zakładania filii zagranicznych. Jedna z nich przez dłuższy czas funkcjonowała w Finlandii.
Organizacja nie otrzymywała państwowego wsparcia, przez co nie udało jej się zrealizować swych zamierzeń i zakończyła działalność w 1923 roku.